# النازية (وادي)
النّازية:

## ماذكره المؤرخون

### الحازمي الهمداني
قال الحازمي الهمداني:
أوله نون وبعد الألف زايٌ -: فهو واد بين رحقان والروحاء.
ولما سار رسول الله صلّى الله عليه وسلّم إلى بدر ارتحل من الروحاء حتى إذا كان بالمنصرف ترك طريق مكّه يساراً، وسلك ذات اليمين على النازية يريد بدراً، فسلك ناحيه منها حتى جزع وادياً يقال له رحقان، بين النازية ومضيق الصفراء، قاله ابن إسحاق وغيره، وكذا قيده ابن الفرات في عده مواضع.

### ياقوت الحموي
قال ياقوت الحموي:
بالزاي، وتخفيف الياء: عين ثرّه على طريق الآخذ من الصفراء إلى المدينة قرب الصفراء وهي إلى المدينة أقرب وإليها مضافه، قال ابن إسحاق:
ولمّا سار النبي، صلّى الله عليه وسلّم، إلى بدر ارتحل من الرّوحاء حتى إذا كان بالمنصرف ترك طريق مكة يسارا وسلك ذات اليمين على النازية يريد بدرا فسلك ناحيه منها حتى جزع واديا يقال له رحقان بين النازية ومضيق الصفراء، كذا قيده ابن الفرات في عدّه مواضع، كأنه من نزا ينزو إذا طفر، والنازية فيما حكي عنه: رحبه واسعه فيها عضاه ومروخ.

### عبد المومن البغدادی
قال عبد المومن البغدادی:
بالزاى، وتخفيف الياء: عين ثرّة، على طريق الآخذ من مكة إلى المدينة، قرب الصفراء، وهي إلى المدينة أقرب.

### البلادی الحربی
قال: البلادی الحربی:
نّازيه: بعد النّون والألف زايٌ ثمّ مثنّاةٌ تحت مخفّفةٌ، وآخره تاءٌ مربوطةٌ.
تقدّم في النّصّ الّذي رويناه في «المنصرف» ، وهي أرضٌ فياحٌ إذا خرجت من بلدة المسيجيد تؤمّ مكّة، سرت فيها، يسيل فيها من على يمينك وادي رحقان، ويصبّ على أسفلها ممّا يلي المستعجلة وادي «خرص» وفيها بئرٌ تسمّى بئر عبّاسٍ، وكان عبّاسٌ هذا شيخ الظّواهر من حربٍ، والنّازية ملكٌ للظّواهر المذكورين.

### السمهودي
«النازية» بالزاي وتخفيف المثناة تحت موضع واسع به عضاه بين مسجد المنصرف بأخر الروحاء وبين المستعجلة.